# Richard Grenville, 3. vévoda z Buckinghamu a Chandosu
Richard Plantagenet Grenville, 3. vévoda z Buckinghamu a Chandosu (respektive Richard Plantagenet Temple-Nugent-Brydges-Chandos-Grenville) (Richard Plantagenet Temple-Nugent-Brydges-Chandos-Grenville, 3rd Duke of Buckingham and Chandos, 6th Earl Temple, 7th Viscount Cobham, 10th Lord Kinloss) (10. září 1823 – 26. března 1889) byl britský státník z významného rodu Grenvillů, v britské historii poslední nositel titulu vévody z Buckinghamu. V několika funkcích byl členem vlády a nakonec guvernérem v Madrasu. Jeho úmrtím vymřel rod Grenvillů, vévodský titul zanikl, další šlechtické tituly přešly na několik spřízněných rodin.

## Politická kariéra

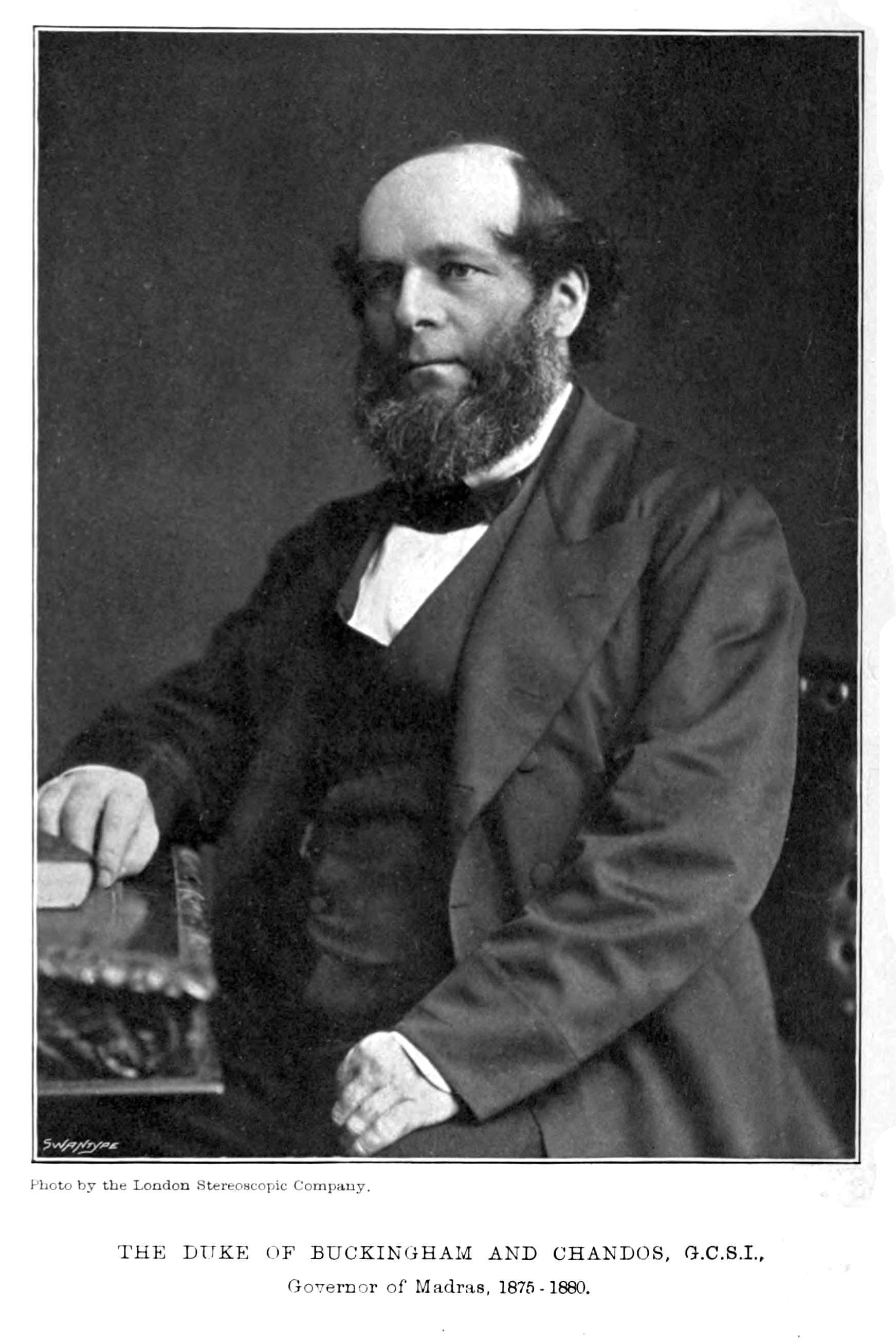
Richard Grenville, 3. vévoda z Buckinghamu a Chandosu

Byl jediným synem 2. vévody z Buckinghamu a Chandosu a jako otcův dědic užíval v mládí titul markýze z Chandosu. Nedokončil studia v Oxfordu a krátce sloužil v armádě, v letech 1846–1857 byl poslancem Dolní sněmovny za Konzervativní stranu, patřil k osobním přátelům pozdějšího premiéra B. Disraeliho. V konzervativní vládě 14. hraběte z Derby byl krátce mladším lordem pokladu (1852). Ve volbách v roce 1857 nekandidoval, ale v roce 1859 se pokusil získat mandát za prestižní volební obvod oxfordské univerzity. Zde byl jeho protikandidátem významný liberální politik W. Gladstone, který jej porazil.
V roce 1861 zdědil otcův majetek a tituly a jako 3. vévoda z Buckinghamu a Chandosu vstoupil do Sněmovny lordů. V další vládě 14. hraběte z Derby byl lordem-prezidentem Tajné rady (1866–1867) a státním sekretářem kolonií (1867-1868). Od roku 1868 do smrti byl lordem-místodržitelem v hrabství Buckinghamshire, kde zároveň zastával čestné důstojnické hodnosti v domobraně. Ve Sněmovně lordů předsedal také řadě komisí.
Po dalším vítězství konzervativců byl jmenován guvernérem v Madrasu (1875–1880). V této funkci musel čelit důsledkům hladomoru v letech 1877-1878, v Anglii se mu ale podařilo získat finanční podporu ve výši půl miliónu liber. Dalším problémem bylo povstání domorodých kmenů v roce 1879 vyvolané nátlakovou finanční politikou ze strany britských úřadů. Po návratu do Británie byl vévoda z Buckinghamu nadále aktivní ve Sněmovně lordů, kromě toho se mu podařilo konsolidovat rodinné finance.
Jeho manželkou byla Caroline Harvey (1828–1874) z bohaté statkářské rodiny z Buckinghamshire a z jejich manželství se narodily tři dcery. Nejstarší dcera Mary (1852-1942), provdaná Morganová, byla dědičkou hlavního rodového sídla Stowe House a z rodové titulatury převzala titul baronky z Kinlossu.